# Стара квантова теорія
Стара́ ква́нтова тео́рія (іноді стара́ ква́нтова меха́ніка) — підхід до опису атомних явищ, що був розвинутий у 1900–1924 роках і передував квантовій механіці. Характерна риса теорії —використання класичної механіки та деяких припущень, що суперечили їй. Основою старої квантової теорії була модель атома Бора, до якої пізніше Арнольд Зоммерфельд додав квантування z-компоненти кутового моменту, яке невдало назвали просторовим квантуванням. Квантування z-компоненти дало змогу ввести еліптичні електронні орбіти й запропонувати ідею енергетичного виродження. Успіхом старої квантової теорії був коректний опис атома водню та нормального ефекту Зеемана.
Основний інструмент старої квантової теорії — квантування Бора — Зоммерфельда, процедура, що формує деякий дискретний набір станів інтегровного руху класичної системи й визначає їх як дозволені стани цієї системи, аналогічно до дозволених орбіт у моделі Бора. Система може перебувати лише в цих станах і в жодних інших. Ця теорія неспроможна описувати хаотичний рух, оскільки вимагає повної замкненості траєкторій руху класичної системи.

## Історія

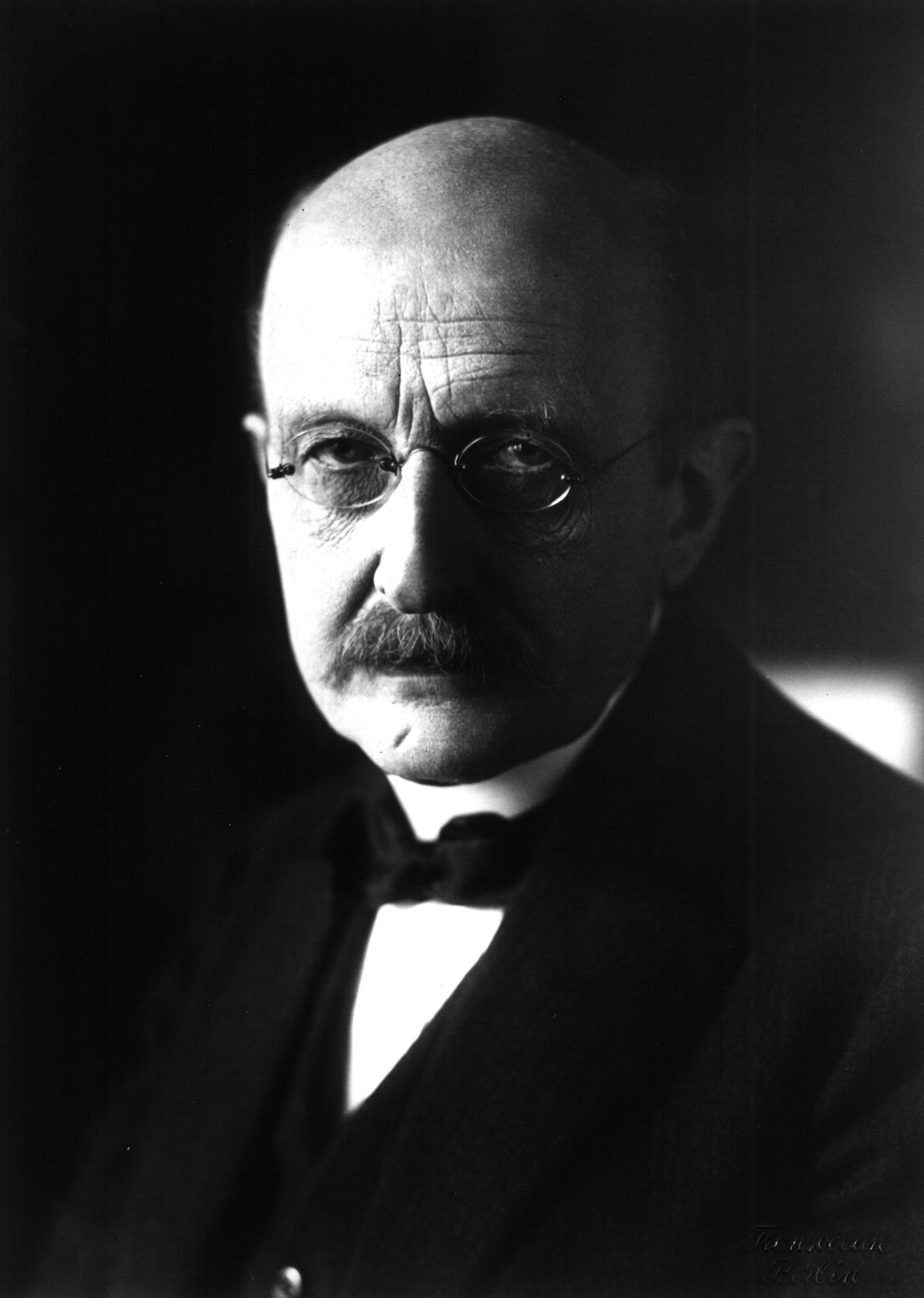
Макс Планк

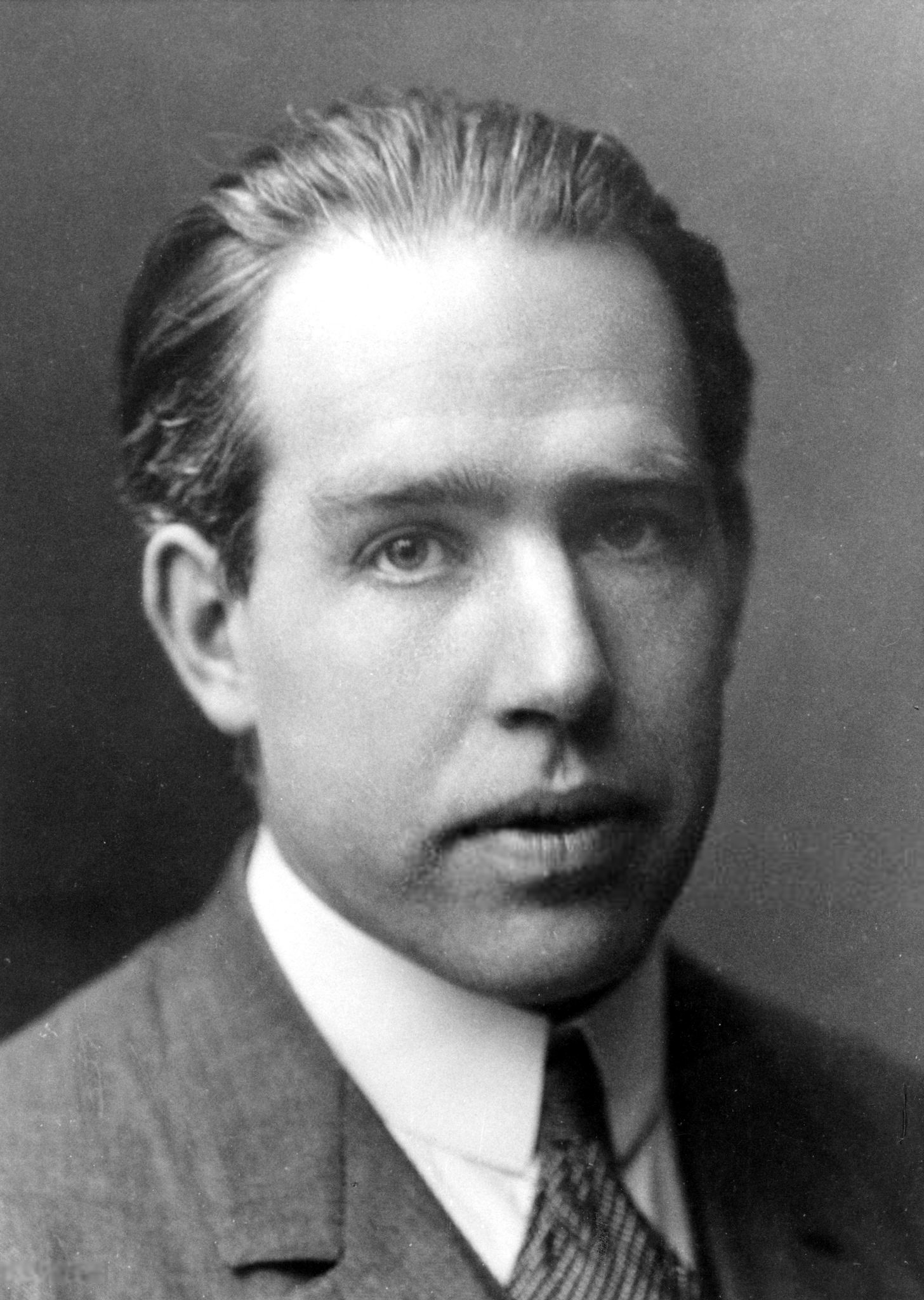
Нільс Бор

Точкою відліку старої квантової теорії (і квантової механіки взагалі) вважається поява робіт Макса Планка з випромінювання та поглинання світла на самому початку XX століття. Безпосередня розробка квантової теорії почалася з впровадженням Ейнштейном квантової моделі теплоємності твердого тіла. У моделі Ейнштейна вважається, що кожен атом у ґратці є незалежним квантованим гармонічним осцилятором, що дає можливість пояснити поряд із класичним законом Дюлонга — Пті за високих температур падіння теплоємності за низьких. У такий спосіб квантові принципи були поширені на рух атомів. Пізніше Дебай вдосконалив цю модель.
У 1913 році Нільс Бор використав міркування, які він згодом сформулював як принцип відповідності, й розробив модель атома водню, що могла пояснити його дискретний спектр, сформулювавши два відомих постулати. Пізніше Арнольд Зоммерфельд розвинув ідеї Бора, поширивши його модель на довільні інтегровні системи, використовуючи принцип адіабатичної інваріантності квантових чисел. Модель Зоммерфельда була значно ближчою до сучасної квантової механіки, ніж модель Бора.
Протягом 1910-х та на початку 1920-х років за допомоги старої квантової теорії було успішно розв'язано багато задач. Стала зрозумілою природа коливальних та обертальних спектрів молекул, відкритий спін електрона, що пояснило існування напівцілих квантових чисел. Планк увів нульові коливання, Зоммерфельд успішно застосував модель Бора до релятивістського атома водню, а Гендрік Крамерс пояснив ефект Штарка. Бозе та Ейнштейн запропонували квантову статистику для фотонів.
Крамерс запропонував метод розрахунку ймовірностей переходу між квантовими станами з використанням фур'є-компонент руху, який він разом із Вернером Гейзенбергом розвинув пізніше у матричне напівкласичне зображення ймовірностей переходу. Потім на основі цих ідей Гейзенберг побудував матричну механіку — формулювання квантової механіки на основі матриць переходу.
У 1924 році Луї де Бройль розробив хвильову теорію матерії, яку трохи пізніше розвинув Ейнштейн, вивівши напівкласичне рівняння для хвиль матерії. У 1926 році Ервін Шредінгер запропонував квантовомеханічне хвильове рівняння, що дало змогу зібрати докупи всі результати старої квантової теорії без будь-яких неузгодженостей. Хвильова механіка Шредінгера розвивалася незалежно від матричної механіки Гейзенберга, але в експериментах було видно, що обидва методи передбачають однакові результати. Поль Дірак у 1926 році показав, що обидві картини є еквівалентними і витікають із більш загального методу — теорії представлень.
Поява матричної та хвильової механіки ознаменували кінець старої квантової теорії.

## Основні принципи
Основною ідеєю старої квантової теорії є те, що рух атомної системи є квантованим (дискретним). Система підкоряється законам класичної механіки за єдиним винятком: не всі рухи системи дозволені, а лише ті, що відповідають такому правилу:
{\displaystyle \oint \limits _{{\mathcal {H}}(p,q)=E}p_{i}dq_{i}=n_{i}h,}
де {\displaystyle p_{i}} — канонічні імпульси, {\displaystyle q_{i}} — спряжені до них координати, {\displaystyle n_{i}} — квантові числа, що є цілими. Інтеграл береться за замкненою траєкторією руху, що відповідає постійній енергії {\displaystyle E} (яка описується функцією Гамільтона {\displaystyle {\mathcal {H}}}). Крім того, інтеграл є площею в фазовому просторі, яка відповідає класичній дії. Але дія є квантованою в одиницях сталої Планка, тому часто сталу Планка називають квантом дії.
Для того, щоб умова квантування мала сенс, класичний рух має відокремлюватися, тобто мають існувати координати {\displaystyle q_{i}} такі, що рух у таких координатах буде періодичним. Стара квантова теорія підкорюється принципові відповідності, який оснований на тих спостереженнях, що величини, які квантуються, мають бути адіабатичними інваріантами.

## Експериментальна база

### Випромінювання абсолютно чорного тіла

При зменшенні температури максимум спектральної інтенсивності випромінювання абсолютно чорного тіла зсувається до більш довгих довжин хвилі, а його висота зменшується. Крім того, криві спектральної інтенсивності (зліва) порівнюються з класичною формулою Релея — Джинса (справа).

Однією з головних задач фізики кінця XIX століття була проблема випромінювання абсолютно чорного тіла. Абсолютно чорне тіло — це фізична ідеалізація; тіло, що повністю поглинає падаюче випромінювання будь-яких довжин хвиль. Найбільш чорні реальні речовини, наприклад, сажа, поглинають до 99% падаючого випромінювання у видимому діапазоні довжин хвиль, однак інфрачервоне випромінювання поглинається ними значно гірше. Серед тіл Сонячної системи абсолютно чорному тілу найбільш відповідає Сонце.
За класичною термодинамікою спектральна інтенсивність I(ν) випромінювання має бути однаковою для будь-яких абсолютно чорних тіл, нагрітих до однакової температури. Таке передбачення підтверджується експериментом. Спектральна інтенсивність досягає максимуму за деякої частоти νmax, а з обидвох боків від максимуму падає до нуля. Частота максимуму νmax, як і його висота, збільшується з температурою.
Спроби теоретично передбачити форму експериментальної кривої спектральної інтенсивності абсолютно чорного тіла на основі законів класичної фізики привели до формули Релея — Джинса:
{\displaystyle I(\nu )={\frac {2\pi }{c^{2}}}kT\nu ^{2}.}
Окрім області малих частот, закон формули Релея — Джинса не узгоджується з експериментом. Він передбачає, що повна інтенсивність випроміненої енергії безмежно зростає (ультрафіолетова катастрофа), але в дійсності повна інтенсивність скінченна.
В 1900 році Макс Планк постулював, що обмін енергією між атомами й випущеним ними електромагнітним випромінюванням відбувається дискретними порціями енергії, а найменша порція енергії при заданій частоті ν дорівнює:
{\displaystyle E=h\nu ,}
де h — константа Планка. Тільки цілі кратні енергії hν можуть передаватися при взаємодії атомів і випромінювання. Використовуючи цей постулат, Планк вивів формулу для спектральної інтенсивності теплового рівноважного електромагнітного випромінювання абсолютно чорного тіла:
{\displaystyle I(\nu )={\frac {2\pi \nu ^{2}}{c^{2}}}{\frac {h\nu }{e^{\frac {h\nu }{kT}}-1}},}
що прекрасно узгоджується з експериментом. Таким чином, Планк розв'язав проблему випромінювання абсолютно чорного тіла, використовуючи суперечну класичній фізиці ідею про квантування енергії.

### Фотоефект
Фотоефект — явище випромінювання речовиною електронів під дією світла (і, загалом кажучи, будь-якого електромагнітного випромінювання). Перші систематичні дослідження фотоефекту виконав російський фізик Столєтов 1888 року, встановивши декілька важливих закономірностей. Ключовим моментом виявився той факт, що енергія фотоелектронів абсолютно не залежить від інтенсивності падаючого світла: підвищення інтенсивності лише збільшує число електронів, але не їхню швидкість. Проте виявилося, що швидкість електронів залежить від частоти випромінювання, причому зі збільшенням частоти енергія фотоелектронів підвищується лінійно. Такі явища були незрозумілими з позиції класичної електродинаміки.
Теоретичне пояснення фотоефекту дав Альберт Ейнштейн у 1905 році. Використовуючи гіпотезу Планка, він припустив, що світло не тільки випромінюється порціями (квантами), а й взагалі являє собою потік квантів (фотонів) із енергією hν. При фотоефекті частина падаючого світла відбивається від поверхні, а інша частина проникає всередину поверхневого шару металу й поглинається там. Коли електрон поглинає фотон, він отримує від нього енергію і, здійснюючи роботу виходу Aout, покидає метал. Отож маємо рівняння Ейнштейна для фотоефекту:
{\displaystyle h\nu =A_{out}+P+eV,}
де P — енергія іонізації (яку можна вважати для металів рівною нулю, оскільки метал має велику кількість вільних електронів), eV — кінетична енергія фотоелектрона.
Отже, явище фотоефекту є експериментальним підтвердженням гіпотези Планка та наявності в світла корпускулярних властивостей.

### Дослід Франка— Герца
Експеримент з непружного розсіяння електронів на атомах був поставлений у 1913–1914 роках Джеймсом Франком та Густавом Людвигом Герцом. Він підтвердив справедливість постулатів Бора.
У цьому досліді атоми або молекули більш-менш розрідженого газу бомбардуються повільними електронами. При цьому досліджується розподіл швидкостей до й після зіткнень. Якщо зіткнення пружні, то розподіл швидкостей не змінюється, і навпаки, у випадку непружних зіткнень частина електронів втрачає свою енергію, віддаючи її атомам, з якими вони зазнали зіткнень, тож розподіл швидкостей змінюється.
В результаті досліду Франка — Герца виявилося, що:
- при швидкостях електронів, що менші за деяку критичну швидкість, зіткнення є цілком пружним, тобто електрон не передає атому свою енергію, але відскакує від нього, змінюючи лише напрям своєї швидкості;
- при швидкостях, що досягають критичної швидкості, удар є непружним, тобто електрон втрачає свою енергію і передає її атому, який при цьому переходить до іншого стаціонарного стану, що характеризується більшою енергією.

## Приклади застосування

### Теплові властивості гармонічного осцилятора
Гармонічний осцилятор — найпростіша система старої квантової теорії. Запишемо гамільтоніан:
{\displaystyle {\mathcal {H}}={\frac {p^{2}}{2m}}+{\frac {m\omega ^{2}q^{2}}{2}}.}
Енергетичні рівні системи визначаються орбітами руху, а орбіти відбираються за тим квантовим правилом, що площа в фазовому просторі, яку покриває кожна орбіта, має бути цілою. Звідси випливає, що енергія квантується за правилом Планка:
{\displaystyle E_{n}=n\hbar \omega ,}
відомий результат, за яким формулюється правило квантування старої квантової теорії. Слід зазначити, що цей результат відрізняється від справжнього на {\displaystyle \hbar \omega /2}, оскільки з квантової механіки відомо, що нульовий рівень для гармонічного осцилятора має енергію {\displaystyle \hbar \omega /2}.
Термодинамічні величини для квантованого гармонічного осцилятора можна визначити за допомогою усереднення енергії в кожному з дискретних станів:
{\displaystyle U={\frac {1}{Z}}\sum \limits _{n}n\hbar \omega e^{-{\frac {n\hbar \omega }{kT}}}={\hbar \omega e^{-{\frac {\hbar \omega }{kT}}} \over 1-e^{-{\frac {\hbar \omega }{kT}}}},}
де {\displaystyle k} — константа Больцмана, {\displaystyle T} — абсолютна температура, яка вимірюється у природніших енергетичних одиницях, {\displaystyle Z=\sum \limits _{n}e^{-{\frac {n\hbar \omega }{kT}}}} — статистична сума. Легко бачити, що при дуже низьких температурах (тобто, величина {\displaystyle \beta ={\frac {1}{kT}}} є великою) середня енергія гармонічна енергія гармонічного осцилятора {\displaystyle U} дуже швидко досягає нуля — експоненціально. Причина полягає в тому, що {\displaystyle kT} є характерною енергією довільного руху за температури {\displaystyle T}, і, якщо вона є меншою за {\displaystyle \hbar \omega }, її не вистачає для того, щоб передати осцилятору хоча б один квант енергії. Тож гармонічний осцилятор залишається в основному стані.
Це означає, що за дуже низьких температур зміна енергії відносно {\displaystyle \beta } (і, зрозуміло, температури) є малою. Зміна енергії відносно температури є теплоємністю, тож теплоємність є малою за низьких температур, прямуючи до нуля як
{\displaystyle e^{-{\frac {\hbar \omega }{kT}}}.}
За високих температур (тобто при малих {\displaystyle \beta }) середня енергія {\displaystyle U} дорівнює {\displaystyle kT}. Цей факт узгоджується із законом рівнорозподілу класичної термодинаміки: кожний гармонічний осцилятор за температури {\displaystyle T} має середню енергію {\displaystyle kT}. Це означає, що теплоємність осцилятора постійна (в класичній механіці) й дорівнює константі Больцмана {\displaystyle k}. Для сукупності атомів, що з'єднані пружинами (прийнятна модель твердого тіла), повна теплоємність дорівнює {\displaystyle Nk}, де {\displaystyle N} — кількість осциляторів. В цілому кожному атомові зіставляють три осцилятори, враховуючи три можливі напрямки осциляцій у трьох вимірах. Тому теплоємність класичного твердого тіла дорівнює {\displaystyle 3k} на атом або {\displaystyle 3R} на моль.
Одноатомні тверді тіла за кімнатних температур мають приблизно таку саму теплоємність — {\displaystyle 3k} на атом, але за низьких температур це не так. Зі зменшенням температури теплоємність також зменшується і досягає нуля при абсолютному нулі температур. Цей факт справджується для всіх матеріальних систем і складає третій закон термодинаміки. Класична механіка не може пояснити третій закон термодинаміки, оскільки в її рамках вважається, що теплоємність не залежить від температури.
Це протиріччя між класичною механікою та теплоємністю холодних тіл було помічене Максвеллом у XIX столітті; усунення цього протиріччя було складною задачею для тих, хто відстоював атомарну теорію матерії. Ейнштейн розв'язав цю проблему в 1906 році, запропонувавши ідею квантування атомарного руху (модель Ейнштейна). Це було першим застосуванням квантової теорії до механічних систем. Трохи пізніше Дебай розвинув кількісну теорію теплоємності твердих тіл на основі квантованих гармонічних осциляторів із різними частотами (модель Дебая).

### Одновимірний потенціал
За будь-якої енергії E можна легко знайти імпульс p за допомоги закону збереження енергії:
{\displaystyle p={\sqrt {2m(E-V(q))}}.}
Цей вираз інтегрується за всіма значеннями q між класичними точками повороту, де імпульс дорівнює нулю.

#### Прямокутна потенціальна яма
Найпростіший випадок — частинка в прямокутній потенціальній ямі довжиною L, для якої умова квантування має такий вигляд:
{\displaystyle 2\int _{0}^{L}pdq=nh,}
звідки імпульс:
{\displaystyle p={\frac {nh}{2L}}.}
Інтегруючи праву частину рівняння для імпульсу, можна знайти енергетичні рівні:
{\displaystyle E_{n}={\frac {n^{2}h^{2}}{8mL^{2}}}.}

#### Лінійний потенціал
Розглянемо інший потенціал — лінійний, який відповідає постійній силі F. Така задача доволі складна в квантовомеханічному формулюванні й, на відміну від інших випадків, напівкласичний результат не є точним, але наближається до такого при збільшенні значень квантових чисел. Маємо:
{\displaystyle 2\int _{0}^{\frac {E}{F}}{\sqrt {2m(E-Fx)}}dx=nh,}
що дає умову квантування:
{\displaystyle {4 \over 3}{\sqrt {2m}}{E^{3/2} \over F}=nh,}
звідки можна визначити енергетичні рівні:
{\displaystyle E_{n}=\left({\frac {3F}{4{\sqrt {2m}}}}nh\right)^{2/3}.}

#### Квадратичний потенціал
Напівкласичний результат цієї задачі збігається із квантовомеханічним у випадку обчислення енергії основного стану. Умова квантування матиме вигляд:
{\displaystyle 2\int _{-{\sqrt {\frac {2E}{k}}}}^{\sqrt {\frac {2E}{k}}}{\sqrt {2m\left(E-{\frac {1}{2}}kx^{2}\right)}}\ dx=nh,}
звідки визначаємо енергетичні рівні:
{\displaystyle E=n{\frac {h}{2\pi }}{\sqrt {\frac {k}{m}}}=n\hbar \omega ,}
де {\displaystyle \omega } — кутова частота.

### Ротатор
Ротатор складається з тіла маси M, що закріплене на безмасовому жорсткому стрижні довжиною R, та описується наступним двовимірним лагранжіаном:
{\displaystyle {\mathcal {L}}_{2D}={\frac {MR^{2}{\dot {\varphi }}^{2}}{2}},}
з якого можна виразити кутовий момент {\displaystyle L}, що залежить від полярного кута {\displaystyle \varphi }:
{\displaystyle L=MR^{2}{\dot {\varphi }}.}
Стара квантова теорія вимагає, щоб кутовий момент був квантованим:
{\displaystyle L=n\hbar .}
В моделі Бора такої умови квантування, що накладається на колові орбіти, вистачає для визначення енергетичного спектру.
Тривимірний жорсткий ротатор описується двома кутами θ і φ сферичної системи координат відносно довільно обраної осі Oz. Знову до лагранжіану входить лише кінетична енергія:
{\displaystyle {\mathcal {L}}_{3D}={\frac {MR^{2}{\dot {\theta }}^{2}}{2}}+{\frac {MR^{2}({\dot {\varphi }}\sin \theta )^{2}}{2}},}
Канонічні імпульси матимуть вигляд:
{\displaystyle p_{\theta }={\dot {\theta }},}
{\displaystyle p_{\varphi }={\dot {\varphi }}\sin ^{2}\theta .}
Рівняння для φ тривіальне, {\displaystyle p_{\varphi }} є константою:
{\displaystyle p_{\varphi }=l_{\varphi },}
що дорівнює z-компоненті кутового моменту. Далі, з умови квантування випливає, що після інтегрування за кутом φ від 0 до 2π:
{\displaystyle l_{\varphi }=m\hbar ,}
де m — так зване магнітне квантове число. Назва походить від того, що z-компонента кутового моменту дорівнює магнітному моменту ротатора вздовж осі Oz (очевидно, якщо частинка на кінці ротатора заряджена).
Повний кутовий момент тривимірного ротатора квантований аналогічно до двовимірного. Дві умови квантування визначають довільні значення повного кутового моменту та його z-компоненти за допомоги квантових чисел l, m. Ці умови присутні й у квантовій механіці, але в часи панування старої квантової теорії було незрозуміло, як може бути квантованою орієнтація кутового моменту відносно довільно обраної осі Oz. Здавалося, що звідси випливає існування деякого виділеного напрямку в просторі.
Це явище отримало назву просторового квантування, але здавалося несумісним із ізотропністю простору. В квантовій механіці кутовий момент квантується таким самим чином, але його дискретні стани вздовж однієї осі є суперпозицією станів вздовж інших осей, тому в процесі квантування не виникає деякий виділений напрям у просторі. Тому зараз термін просторового квантування не вживається, замість нього використовують термін квантування кутового моменту.

### Атом водню
Кутова частина атома водню — це ротатор, що характеризується квантовими числами l, m. Залишається невідомою лише радіальна координата, що задається одновимірним періодичним рухом.
При фіксованому значенні повного кутового моменту L, функція Гамільтона класичної задачі Кеплера має вигляд (тут змінні обрані таким чином, щоб маса та енергія зникали з рівняння):
{\displaystyle {\mathcal {H}}={\frac {p^{2}}{2}}+{\frac {l^{2}}{2r^{2}}}-{\frac {1}{r}}.}
Фіксуючи енергію як (від'ємну) константу та розв'язуючи отримане рівняння відносно імпульсу p, маємо умову квантування:
{\displaystyle 2\int {\sqrt {2E-{\frac {l^{2}}{r^{2}}}+{\frac {2}{r}}}}\ dr=kh,}
що визначає нове квантове число k, яке в сукупності з числом l визначає енергетичні рівні:
{\displaystyle E_{k,l}=-{\frac {1}{2(k+l)^{2}}}.}
Легко бачити, що енергія залежить від суми квантових чисел k і l, яку можна означити як ще одне квантове число n, яке називається головним квантовим числом. Якщо k невід'ємне, то дозволені значення числа l при заданому n можуть бути не більшими за дане значення n.
Напівкласичний атом водню має назву моделі Зоммерфельда, в якій орбіти є еліпсами. Модель Зоммерфельда передбачала той факт, що магнітний момент атома, який вимірюється вздовж деякої осі, матиме лише дискретні значення. Цей результат нібито суперечив ізотропності простору, але був підтверджений дослідом Штерна — Герлаха. Теорія Бора — Зоммерфельда була одним із найважливіших етапів розвитку квантової механіки, оскільки описувала можливість розщеплення енергетичних рівнів атома в магнітному полі, тобто, пояснювала ефект Зеемана.

### Релятивістська орбіта (кеплерівська проблема)
Релятивістський розв'язок для енергетичних рівнів атома був отриманий Арнольдом Зоммерфельдом. Запишемо релятивістське рівняння для енергії з електростатичним потенціалом:
{\displaystyle E=m_{0}c^{2}\left({\frac {1}{\sqrt {1-{\frac {v^{2}}{c^{2}}}}}}-1\right)-k{\frac {Ze^{2}}{r}}}
і зробимо заміну {\displaystyle u={\frac {1}{r}}}:
{\displaystyle {\frac {1}{\sqrt {1-{\frac {v^{2}}{c^{2}}}}}}=1+{\frac {E}{m_{0}c^{2}}}+k{\frac {Ze^{2}}{m_{0}c^{2}}}u.}
Випишемо вирази для імпульсів:
{\displaystyle p_{r}=m{\dot {r}},}
{\displaystyle p_{\varphi }=mr^{2}{\dot {\varphi }},}
тоді їх відношення дорівнюватиме {\displaystyle {\frac {p_{r}}{p_{\varphi }}}=-{\frac {du}{d\varphi }}}, і звідси можна отримати рівняння руху (рівняння Біне):
{\displaystyle {\frac {d^{2}u}{d\varphi ^{2}}}=-\left(1-k^{2}{\frac {Z^{2}e^{4}}{c^{2}p_{\varphi }^{2}}}\right)u+{\frac {m_{0}kZe^{2}}{p_{\varphi }^{2}}}\left(1+{\frac {E}{m_{0}c^{2}}}\right)=-\omega _{0}^{2}u+K,}
розв'язок якого має вигляд:
{\displaystyle u={\frac {1}{r}}=K+A\cos \omega _{0}\varphi .}
Кутовий зсув перицентру за один період складає:
{\displaystyle \Delta \varphi =2\pi \left({\frac {1}{\omega _{0}}}-1\right).}
Умови квантування в нашому випадку матимуть такий вигляд:
{\displaystyle \oint p_{\varphi }d\varphi =2\pi p_{\varphi }=n_{\varphi }h,}
{\displaystyle \oint p_{r}dr=p_{\varphi }\oint \left({\frac {1}{r}}{\frac {dr}{d\varphi }}\right)^{2}d\varphi =n_{r}h,}
звідки можна обчислити енергетичні рівні:
{\displaystyle {\frac {E_{n_{r},n_{\varphi }}}{m_{0}c^{2}}}=\left(1+{\frac {\alpha ^{2}Z^{2}}{(n_{r}+{\sqrt {n_{\varphi }^{2}-\alpha ^{2}Z^{2}}})^{2}}}\right)^{-1/2}-1,}
де {\displaystyle \alpha ={\frac {2\pi ke^{2}}{hc}}} — стала тонкої структури. Цей результат збігається з розв'язком рівняння Дірака. Крім того, якщо зробити заміни квантових чисел {\displaystyle n_{r}\to n_{r}+1/2} та {\displaystyle n_{\varphi }\to l+1/2}, то отримана формула збігатиметься з точним розв'язком рівняння Клейна — Ґордона.

## Хвилі де Бройля

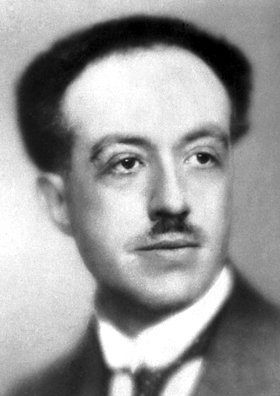
Луї де Бройль

В 1905 році Ейнштейн помітив, що ентропія електромагнітного поля в скриньці, яке за Планком зображається квантованими гармонічними осциляторами, для випадку коротких хвиль дорівнює ентропії газу точкових частинок у такій самій скриньці, причому кількість частинок дорівнює кількості квантів. Тож Ейнштейн дійшов висновку, що квант можна інтерпретувати як локалізовану частинку, частинку світла — фотон.
Аргументація Ейнштейна ґрунтувалася на термодинаміці, на підрахунку числа станів, тому була доволі непереконливою. Незважаючи на це, він висунув гіпотезу про те, що світло має як хвильові, так і корпускулярні властивості, точніше, це стояча електромагнітна хвиля з частотою {\displaystyle \omega } та квантованою енергією:
{\displaystyle E=n\hbar \omega ,}
яку можна представити у вигляді n фотонів із енергіями {\displaystyle \hbar \omega }. Але Ейнштейн не міг пояснити, яким чином фотони пов'язані з хвилею.
Фотони мають енергію та імпульс, що дорівнює {\displaystyle \hbar \mathbf {k} }, де {\displaystyle \mathbf {k} } — хвильовий вектор електромагнітної хвилі. Цього вимагає теорія відносності, за якою імпульс та енергія утворюють 4-вектор, як і частота з хвильовим вектором.
В 1924 році Луї де Бройль висунув гіпотезу про те, що матерія, зокрема електрон, аналогічно до фотона, описується хвилею, що задовольняє наступне співвідношення:
{\displaystyle p=\hbar k,}
або, записуючи хвильове число {\displaystyle k} через довжину хвилі {\displaystyle \lambda },
{\displaystyle p={\frac {h}{\lambda }}.}
Потім він помітив, що умова квантування:
{\displaystyle \int pdx=\hbar \int kdx=2\pi \hbar n}
визначає зміну фази хвилі, коли вона проходить уздовж класичної орбіти. Тож число довжин хвиль, яке уміщається на класичній орбіті, має бути цілим. Така умова пояснює факт, що орбіти мають бути квантованими: хвилі матерії утворюють стоячі хвилі тільки при деяких дискретних частотах та енергіях.
Наприклад, для частинки, яка поміщена до скриньки, стояча хвиля має уміщувати ціле число довжин хвилі між стінками скриньки. Тоді умова квантування має вигляд:
{\displaystyle n\lambda =2L,}
тому імпульс квантується так:
{\displaystyle p={\frac {nh}{2L}},}
визначаючи тим самим енергетичні рівні.
Ейнштейн розвинув цю гіпотезу далі й надав їй більш математичної форми, помітивши, що фазову функцію для хвиль в механічній системі слід ототожнити з розв'язком рівняння Гамільтона — Якобі. Пізніше на основі цих ідей Шредінгер запропонував своє квантовомеханічне рівняння, заклавши тим самим основи хвильової механіки.

## Матриця переходів Крамерса

Гендрік Крамерс

Стара квантова теорія була сформульована лише для деякого класу механічних систем. Наприклад, вона не працювала з поглинанням та емісією випромінення. Однак, Гендрік Крамерс спробував знайти правила, за якими можна розраховувати поглинання та випромінювання.
Крамерс допустив, що орбіту квантової системи можна розкласти в ряд Фур'є за гармоніками із кратними до частоти {\displaystyle \omega } орбіти частотами:
{\displaystyle X_{n}(t)=\sum _{k=-\infty }^{\infty }e^{ik\omega t}X_{nk}.}
Тут під індексом n мається на увазі набір квантових чисел, що характеризує орбіту і має збігатися з набором n, l, m моделі Зоммерфельда. Частота {\displaystyle \omega =2\pi /T_{n}} — це кутова частота орбіти, k — індекс фур'є-компоненти. Бор допускав, що k-та гармоніка класичного руху відповідає переходу з рівня n на рівень n-k.
Крамерс вважав, що перехід між станами аналогічний до класичної емісії випромінення, що відбувається з частотами, кратними до орбітальних частот. Інтенсивність випромінювання буде пропорційною до {\displaystyle |X_{k}|^{2}}, як і має бути в класичній механіці. Але такий опис неточний, якщо частоти фур'є-компонент не відповідають точно енергіям переходу між рівнями.
Пізніше ці ідеї були розвинуті Гейзенбергом, Борном і Йорданом, що призвело до появи матричної механіки.

## Обмеження старої квантової теорії
Стара квантова теорія і, зокрема, модель Бора були важливим кроком у розвитку теорії будови атома. На початку XX століття, коли застосування квантових гіпотез було радше мистецтвом, ніж наукою, успіхи старої квантової теорії справляли глибоке враження. Вона показала незастосовність класичної фізики до внутрішньоатомних явищ та велике значення квантових законів на мікроскопічному рівні. Але стара квантова теорія є лише перехідним етапом до створення послідовної теорії атомних явищ, оскільки в її рамках можна розв'язати лише обмежене коло задач. Основними причинами кризи старої квантової теорії, яка призвела до необхідності будування нової квантової механіки, були:
- внутрішнє логічне протиріччя: теорія не є ані послідовно квантовою, ані послідовно класичною;
- неспроможність пояснити аномальний ефект Зеемана;
- неможливість розрахунку інтенсивності спектральних ліній;
- неможливість побудови теорії багатоелектронного атома (зокрема, атома гелію).

Пізніше стало зрозумілим, що стара квантова теорія фактично є квазікласичним наближенням рівняння Шредінгера.